# Metapoznanie
Metapoznanie (ang. metacognition) – pojęcie z zakresu psychologii, filozofii umysłu i kognitywistyki. Ogólnie rozumiane jako poznanie własnych procesów poznawczych, ich monitorowanie, regulowanie oraz kontrola.

## Historia

### John Flavell
Przyjmuje się, że badania w dziedzinie metapoznania zostały zapoczątkowane pod koniec lat siedemdziesiątych XX wieku przez amerykańskiego psychologa Johna H. Flavella, który w 1979 r. w czasopiśmie "American Psychologist" opublikował artykuł pt. Metacognition and cognitive monitoring: A new area of cognitive–developmental inquiry. W artykule tym badacz zwracał uwagę na deficyty małych dzieci w dziedzinie metapoznania, sugerując, że rozwój kompetencji w tej dziedzinie jest jednym z ważnych elementów rozwoju poznawczego najmłodszych. Stworzył też pierwszą definicję metapoznania, które miało być wiedzą i regulacją procesów poznawczych.
Wyróżnił kilka wymiarów metapoznania:
- wiedzę metapoznawczą – ocena posiadanego stanu wiedzy, strategii rozwiązywania problemów, wiedzy o sobie (motywacjach, przekonaniach)[6]
- doświadczenie metapoznawcze – doświadczenia towarzyszące aktywności poznawczej (np. poczucie niezrozumienia, pewności)[7]
- cele – zadania będące obiektem działań poznawczych
- działania – strategie działań podejmowanych by osiągnąć cele

### Ann Brown
Ann Leslie Brown podzieliła metapoznanie na dwie kategorie:
Wiedzę o procesach poznawczych – refleksję na temat zdolności i czynności poznawczych; odpowiada ona metapoznawczej wiedzy i doświadczeń z teorii Flavella. Badaczka uznaje te cechę za dość stabilną i niezmienną w trakcie życia jednostki.
Mechanizmy samoobserwacji – uruchamiające się w czasie nauki lub rozwiązywania problemów, zajmujące się regulacją procesów poznawczych; odpowiadają flavellowskim działaniom, celom i zadaniom. Podlega zmianom w trakcie życia jednostki – dziecko i dorosły różnią się między sobą sytuacjami uaktywniającymi ten proces – jednakże zależy też od obecnego stanu jednostki.

### Thornas Nelson i Luis Narens
To na stworzonym przez nich modelu i sposobie organizacji badań opiera się współczesna nauka o metapoznaniu. Zaproponowali teoretyczny mechanizm, w którym metapoznawczy system składa się z dwóch struktur: metapoziomu i poziomu niższego, a także przepływu informacji między nimi.
- Kontrola metapoznawcza – polega na przepływie informacji z metapoziomu do poziomu-obiektu. Są to świadome lub nieświadome decyzje, opierające się na wyniku procedur monitorujących przez nas wykonywanych[12].
- Metapoznawczy monitoring – polega dostarczaniu informacji z poziomu-obiektu do metapoziomu, mające na celu go zmienić. Składa się z procedur pozwalających osobie obserwować, podawać refleksji i doświadczać swoich własnych procesów poznawczych. Pozwala on też na ocenienie poziomu wiedzy koniecznej do wykonania danego zadania.

#### Metapoziom
Według Nelsona i Narensa metapoziom zawiera w sobie:
- Dynamiczny model obecnej sytuacji kreowany przez poziom-obiekt, bazujący na informacji z procedury monitorującej.
- Reprezentacji danego celu lub sytuacji.
- Listy możliwych zdarzeń kontrolnych możliwych do użycia przez metapoziom by kontrolować poziom-obiekt (zawiera także informacje nt. koniecznego czasu i konsekwencji wykonania akcji).
- Listy ograniczeń potencjalnych zdarzeń kontrolnych.
- Oceny procedur podejmowania decyzji według których można wykonać akcję.

## Metapoznanie a inteligencja[14]
Relacje między inteligencją i metapoznaniem nie zostały jednoznacznie określone. Według niektórych badaczy umiejętności poznawcze są integralną częścią inteligencji, bądź też jej przejawem – jako zdolność do uczenia się bądź dostęp do zasobów poznawczych. Posługując się podziałem Cattela na inteligencję płynną i skrystalizowaną, ciężko jest umieścić metapoznanie w jednej z nich – może się bowiem mieścić w płynnej, gdyż jest nieodłączną zdolnością bytu jednostki, więc też jak inteligencja płynna, niezależną od doświadczenia; bądź też skrystalizowanej – ponieważ rozwija się w trakcie życia oraz może być ćwiczona. Według triarchicznej teorii inteligencji Sternberga metapoznanie mieściłoby się w subteorii składników – metaskładników odpowiadających za przetwarzanie informacji.
Dodatkowo, poziom zdolności metapoznawczych jest jednym z najbardziej rzetelnych miar predykcyjnych osiągnięć szkolnych i akademickich, co dodatkowo łączy go z ilorazem inteligencji.

## Metapoznanie a pamięć
Procesy metapoznawcze badane są w obszarze pamięci pod nazwą "metapamięć". Wymienia się też różne sposoby pomiaru metapoznania:

### Nabywanie wiedzy
- EOL (ease of learning judgements) – przewidywania dotyczące, jak łatwo przyjdzie nam przyswojenie danego materiału[29][30]
- JOL (judgement of learning) – przewidywania dotyczące, jak łatwo przyjdzie nam przywołanie danego materiału z pamięci[31]

### Wydobywanie wiedzy
- FOK (feeling of knowing) – ocena prawdopodobieństwa, że rozpoznamy poprawną odpowiedź/informację, której w danej chwili nie możemy wydobyć[32]
- TOT (tip of the tongue) – zjawisko "na końcu języka", czyli wiedza o posiadaniu wiedzy z danego tematu/słowa, jednak chwilowe nieposiadanie do niej dostępu[33]
- Ocena pewności – raport, jak pewnym jest się udzielonej odpowiedzi (może być udzielany przed lub po wykonaniu zadania)

Dokonania w tej dziedzinie pozwalają na wykorzystywanie ich w usprawnianiu procesów uczenia i nauczania, mając zastosowanie nie tylko w edukacji, ale także przy dostosowywaniu warunków nauczania dla osób z różnego rodzaju zaburzeniami. 
Zauważono także, że pacjenci z amnezjami (jak np. Alzheimer), zachowują metapoznanie pamięci.

## Metapoznanie w różnych dziedzinach nauki
Badania nad metapoznaniem prowadzone są w różnych nurtach współczesnej psychologii. Szczególnie intensywnie zjawisko to badane jest w obszarze psychologii edukacji, klinicznej i rozwojowej. Charakterystyka badań, jak i sama definicja metapoznania, różni się między dziedzinami.
- Psychologia rozwojowa definiuje metapoznanie podążając za myślą Flavella i skupia się na badaniu rozwoju metapoznania w czasie życia człowieka
- Psychologia poznawcza najczęściej definiuje metapoznanie jako "poznanie o poznaniu" i skupia się na badaniu jego mechanizmów poznawczych
- Neurobiologia poznawcza rozumie metapoznanie jako "poznanie o poznaniu" i zajmuje się badaniem jego neuronalnych korelatów
- Psychologia edukacji uważa metapoznanie za aktywny, twórczy proces w którym uczący się stawiają cele do swojej nauki i próbują monitorować, regulować i kontrolować swoje poznanie"[37]
- Psychologia społeczna i osobowości zastanawia się nad rozumieniem metapoznania u innych[36]
- Psychologia kliniczna definiuje metapoznanie jako umiejętność oceny myśli i działań swoich i innych[36]
- Psychologia zwierząt i komparatywna bada ewolucję metapoznania oraz jego obecność u gatunków innych niż ludzki

### Metapoznanie w psychologii poznawczej
Według Koriata istnieje pięć kategorii pytań, którymi zajmuje się psychologia poznawcza w kontekście metapoznania:
1. Podstawy metapoznawczego oceniania doświadczeń poznawczych
2. Słuszność tych ocen i zmiennych mających na nie wpływ
3. Procesy wpływające na ich dokładność
4. Wpływ metamonitoringu na kontrolę metapoznawczą
5. Wspólny wpływ metamonitoringu i kontroli metapoznawczej na wykonanie zadania[39]

W badaniach nad metapoznaniem często porusza się też kwestie uczenia mimowolnego, metapamięci, rozwiązywania problemów, podejmowania decyzji, świadomości, kontroli poznawczej czy efektu Dunninga-Krugera.
Psychologia poznawcza przyczyniła się zrozumienia, jak ludzie monitorują i kontrolują swoje procesy poznawcze.

## Badanie metapoznania w Polsce
Metapoznanie jest jeszcze terminem mało eksplorowanym w polskiej nauce. Badaniem i publikacjami na temat metapoznania zajmuje się prof. Ewa Czerniawska. W Laboratorium C-lab działającym przy Uniwersytecie Jagiellońskim prowadzone są badania nad wzajemnymi oddziaływaniami między metapoznawczą regulacją a monitorowaniem.  Działające przy Uniwersytecie SWPS w Warszawie laboratorium LaMELab zajmuje się badaniem pamięci i metapoznania.